# Día Internacional para la Prevención de la Explotación del Medio Ambiente en la Guerra y los Conflictos Armados
El Día Internacional para la Prevención de la Explotación del Medio Ambiente en la Guerra y los Conflictos Armados es una jornada que se celebra anualmente el 6 de noviembre desde 2002, fue establecida por la Asamblea General de las Naciones Unidas en 2001.

## Proclamación
El Día Internacional para la Prevención de la Explotación del Medio Ambiente en la Guerra y los Conflictos Armados fue proclamado por la Asamblea General de las Naciones Unidas el 5 de noviembre de 2001. La proclamación subraya la necesidad de concienciar sobre el daño ambiental causado por los conflictos bélicos y que la destrucción de ecosistemas y recursos naturales durante las guerras compromete la supervivencia humana y la paz duradera. Esta iniciativa resalta la importancia de incluir la preservación del medio ambiente en las estrategias de prevención de conflictos y consolidación de la paz, reconociendo que no puede haber paz sostenible sin un entorno saludable y recursos naturales bien gestionados.

## Celebración
Este día se celebra el 6 de noviembre. La primera celebración oficial tuvo lugar en 2002. Desde entonces, se organizan diversas actividades a nivel mundial, como campañas de sensibilización, conferencias, seminarios y la publicación de informes que analizan el impacto ambiental de los conflictos armados. Estas eventos buscan fomentar la cooperación internacional y promover políticas y prácticas que protejan el medio ambiente incluso durante los conflictos.